# Les Gueux au paradis
Pour plus de détails, voir Fiche technique et Distribution.
Les Gueux au paradis est un film français de René Le Hénaff, sorti en 1946.
C'est l'avant dernier film de Raimu. 

## Synopsis
Deux joyeux drilles, dans la tenue de St-Antoine et St-Nicolas, vont mettre de l'animation dans une kermesse villageoise. Sur le chemin, fauchés par une voiture, ils montent tout droit au paradis après un crochet par l'enfer. Après ce voyage au ciel, les deux larrons vont alors ressusciter.

## Fiche technique
- Titre anglais : Hoboes in Paradise
- Réalisation : René Le Hénaff
- Scénario : D'après la pièce de Gaston-Marie Martens
- Adaptation, dialogues : André Obey
- Photographie : Marc Fossard
- Photographe de plateau : Robert Cohen
- Montage : Germaine Artus
- Décors : Louis Le Barbenchon
- Son : Jacques Carrère
- Musique : Claude Arrieu
- Production : C.P.L.F - Gaumont, Alcina
- Distribution : C.P.L.F. Gaumont, puis Héraut Film
- Producteurs : Paul-Edmond Decharme, Jean Le Duc, Roger Saillard
- Directeur de production : Marc Le Pelletier
- Pays de production :  France
- Format :  Son mono - Noir et blanc - 35 mm  - 1,37:1
- Tournage du 15 juillet à août 1945, à Saint-Rémy-de-Provence et aux studios de la Victorine à Nice.
- Durée : 85 minutes
- Genre : Comédie
- Date de sortie : 
  - France : 20 février 1946
- Numéro de visa : 762

## Distribution
- Fernandel : Pons, un joyeux drille qui meurt costumé en Saint Nicolas
- Raimu : Boule, l'autre joyeux drille, qui meurt avec lui costumé en Saint Antoine
- Armand Bernard : Le croque-mort
- Gaby Andreu : La Vierge Marie, que Boule, qui a des ennuis au Paradis, choisit comme avocate
- André Alerme : Saint-Pierre, le gardien du Paradis
- Félix Oudart : Le garde-champêtre
- Marcel Maupi : Le coiffeur
- Piéral : Un diablotin
- Michèle Philippe : Lynda
- Gerlatta : Mme Boule, la femme de Boule
- Pépita Jimenez : Mireille
- Edmond Beauchamp
- Gaston Orbal
- Jean Daniel
- Auguste Mourriès
- Erno Crisa
- Claude Joseph
- Thérèse Casier